# Urs Zürcher

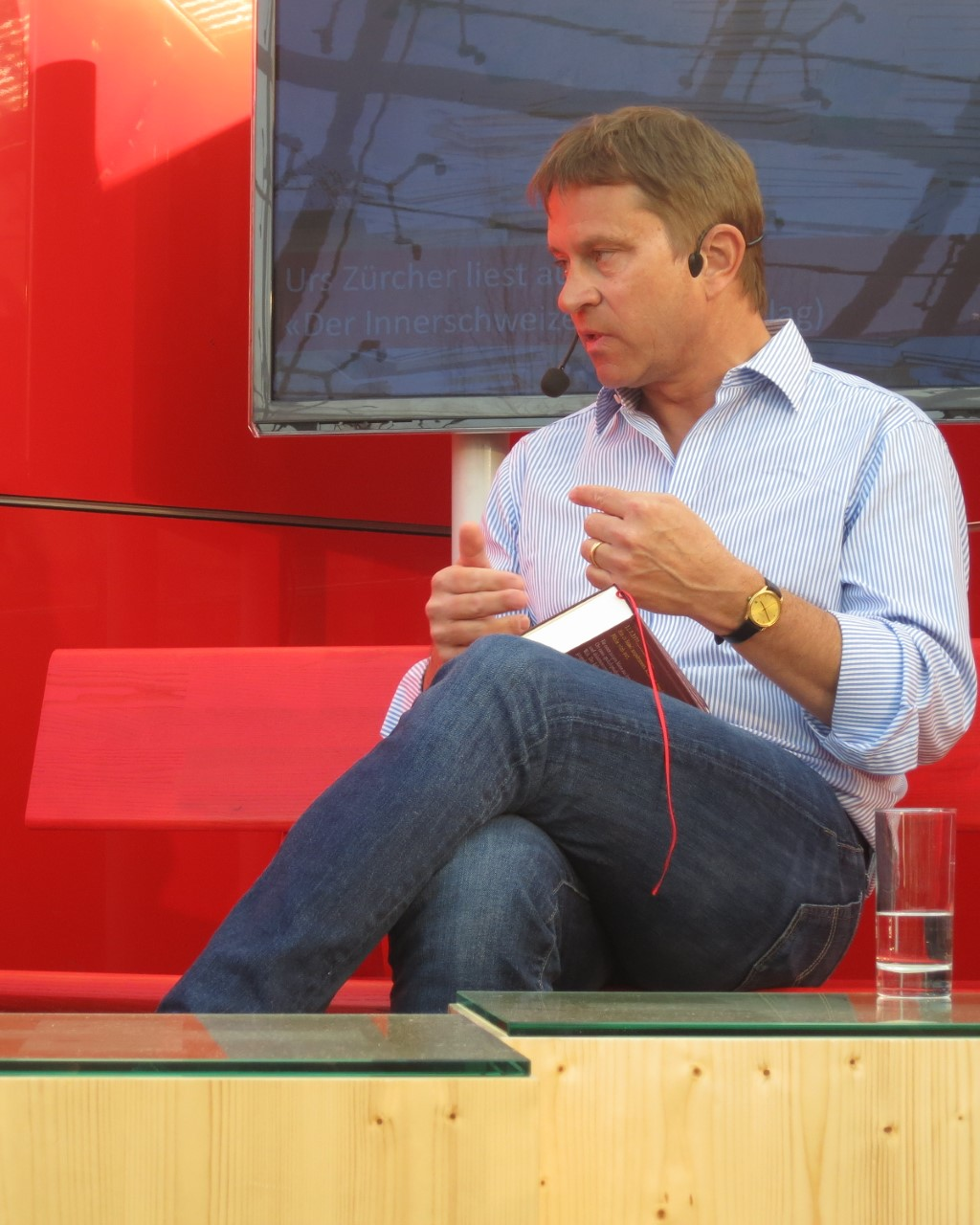
Urs Zürcher an der Leipziger Buchmesse 2014

Urs Zürcher (* 5. September 1963 in Steinhausen) ist ein Schweizer Schriftsteller und Historiker.

## Leben
Urs Zürcher studierte nach einer Lehre als kaufmännischer Angestellter Geschichte, Philosophie und Neuere Deutsche Literaturwissenschaften an der Universität Basel. Er promovierte an der Universität Zürich. Danach war er Lehrbeauftragter an der Universität Basel und arbeitete als Projektleiter und Lehrer. Zürcher lebt in Basel.

## Auszeichnungen / Nominierungen
- 2014: Nominierung für die Shortlist des Klaus-Michael Kühne-Preises für das beste Romandebüt des Jahres.[1]

## Publikationen
- Monster oder Laune der Natur. Medizin und die Lehre von den Missbildungen 1780–1914. Campus Verlag, Frankfurt am Main/New York, 2004, ISBN 978-3-593-37631-8.[2]
- Wenn es schmerzt, wo nichts mehr ist: Aspekte einer Körper-Geschichte der Phantomschmerzen. In: Historische Anthropologie, 1 (2005), S. 61–90.
- Gewalt – Körper – Raum. Phänomenologisches zur häuslichen Gewalt. In: entwürfe, 43. Zeitschrift für Literatur. 10/2005, S. 89–94.
- Eine kleine Geschichte der Homosexualitäten. In: Andrea Büchler (Hg.): Kommentar Eingetragene Partnerschaft. Stämpfli Verlag, Bern 2007, S. 3–31.
- Der ewige Spitzel. In: Süddeutsche Zeitung. Nr. 297, 27./28. November 2014, S. 5.
- Der Innerschweizer. Roman. bilgerverlag, Zürich 2014, ISBN 978-3-03762-040-3.[3]
- Alberts Verlust. Roman. bilgerverlag, Zürich 2018, ISBN 978-3-03762-075-5.
- Die Sprache des Zorns. In: Literarischer Monat. 34, Oktober/November 2018, S. 6–9.
- Überwintern. Roman. bilgerverlag, Zürich 2020, ISBN 978-3-03762-084-7.
- Hans Leybold greift ein. Wie literarische Figuren mündig werden, In: Hugo-Ball-Almanach, Neue Folge 12, 2021, S. 171–178.
- Begehren. Roman. bilgerverlag, Zürich 2023, ISBN 978-3-03762-108-0.